# The Who Tour 1968
The Who Tour 1968 fue una gira musical mundial realizada por la banda británica The Who en 1968.

## Miembros de la banda
- Roger Daltrey - voz, armónica
- Pete Townshend - guitarra, voz
- John Entwistle - bajo, voz
- Keith Moon - batería

## Lista de canciones
1. "Substitute"
2. "Pictures of Lily"
3. "Summertime Blues" (Eddie Cochran, Jerry Capehart)
4. "Tattoo"
5. "Happy Jack"
6. "I'm a Boy"
7. "A Quick One, While He's Away"
8. "Boris the Spider" (John Entwistle)
9. "Shakin' All Over" (Johnny Kidd)
10. "My Generation"

1. "Substitute"
2. "Pictures of Lily"
3. "Summertime Blues" (Eddie Cochran, Jerry Capehart)
4. "Fortune Teller" (Naomi Neville)
5. "Tattoo"
6. "I Can't Explain"
7. "Happy Jack"
8. "Relax"
9. "I'm a Boy"
10. "A Quick One, While He's Away"
11. "My Way" (Eddie Cochran)
12. "Shakin' All Over" (Johnny Kidd)
13. "Boris the Spider" (John Entwistle)
14. "My Generation"

1. "Substitute"
2. "I Can't Explain"
3. "Heaven and Hell" (John Entwistle) (also opened a number of shows)
4. "Fortune Teller" (Naomi Neville)
5. "Tattoo"
6. "Pictures of Lily" (likely dropped by the North American tour)
7. "Summertime Blues" (Eddie Cochran, Jerry Capehart)
8. "Young Man Blues" (Mose Allison)
9. "Boris the Spider" (John Entwistle)
10. "Relax"
11. "A Quick One, While He's Away"
12. "Happy Jack"
13. "I'm a Boy"
14. "Magic Bus"
15. "Shakin' All Over" (Johnny Kidd)
16. "My Generation"

## Fechas de la gira
| Fecha                   | Ciudad                      | País                    | Lugar                                                                                     |
| Inglaterra              | Inglaterra                  | Inglaterra              | Inglaterra                                                                                |
| ----------------------- | --------------------------- | ----------------------- | ----------------------------------------------------------------------------------------- |
| 1 de enero de 1968      | Bromley                     | Inglaterra              | Bal Tabarin Club                                                                          |
| 6 de enero de 1968      | Nantwich                    | Inglaterra              | Civic Hall                                                                                |
| 8 de enero de 1968      | Bristol                     | Inglaterra              | Silver Blades Ice Rink                                                                    |
| 9 de enero de 1968      | Portsmouth                  | Inglaterra              | Brave New World Club                                                                      |
| 11 de enero de 1968     | Worthing                    | Inglaterra              | Assembly Hall                                                                             |
| 12 de enero de 1968     | Tottenham                   | Inglaterra              | Royal Ballroom                                                                            |
| 13 de enero de 1968     | Margate                     | Inglaterra              | Dreamland Ballroom                                                                        |
| Oceanía                 |                             |                         |                                                                                           |
| 20 de enero de 1968     | Brisbane                    | Australia               | Brisbane Festival Hall (2 shows)                                                          |
| 22 de enero de 1968     | Sídney                      | Australia               | Sydney Stadium (2 shows)                                                                  |
| 23 de enero de 1968     | Sídney                      | Australia               | Sydney Stadium (2 shows)                                                                  |
| 25 de enero de 1968     | Melbourne                   | Australia               | Festival Hall (2 shows)                                                                   |
| 26 de enero de 1968     | Melbourne                   | Australia               | Festival Hall (2 shows)                                                                   |
| 27 de enero de 1968     | Adelaide                    | Australia               | Centennial Hall (2 shows)                                                                 |
| 29 de enero de 1968     | Auckland                    | New Zealand             | Auckland Town Hall (2 shows)                                                              |
| 31 de enero de 1968     | Wellington                  | New Zealand             | Wellington Town Hall (2 shows)                                                            |
| Inglaterra              |                             |                         |                                                                                           |
| 10 de febrero de 1968   | Colchester                  | Inglaterra              | Essex University                                                                          |
| 11 de febrero de 1968   | Crawley                     | Inglaterra              | Starlite Ballroom                                                                         |
| 16 de febrero de 1968   | Sheffield                   | Inglaterra              | Sheffield University                                                                      |
| 17 de febrero de 1968   | Mánchester                  | Inglaterra              | Faculty of Technology Union                                                               |
| Norteamérica            |                             |                         |                                                                                           |
| 21 de febrero de 1968   | San José, California        | Estados Unidos          | San José Civic Auditorium                                                                 |
| 22 de febrero de 1968   | San Francisco, California   | Estados Unidos          | The Fillmore                                                                              |
| 23 de febrero de 1968   | San Francisco, California   | Estados Unidos          | Winterland Ballroom                                                                       |
| 24 de febrero de 1968   | San Francisco, California   | Estados Unidos          | Winterland Ballroom                                                                       |
| 1 de marzo de 1968      | Vancouver, British Columbia | Canadá                  | Agrodome                                                                                  |
| 2 de marzo de 1968      | Edmonton, Alberta           | Canadá                  | Edmonton Gardens                                                                          |
| 8 de marzo de 1968      | Bloomington, Minnesota      | Estados Unidos          | Metropolitan Sports Center                                                                |
| 9 de marzo de 1968      | Detroit, Míchigan           | Estados Unidos          | Grande Ballroom                                                                           |
| 10 de marzo de 1968     | Peoria, Illinois            | Estados Unidos          | Opera House, Exposition Gardens                                                           |
| 15 de marzo de 1968     | San Antonio, Texas          | Estados Unidos          | Municipal Auditorium                                                                      |
| 16 de marzo de 1968     | Beaumont, Texas             | Estados Unidos          | City Auditorium (2 shows)                                                                 |
| 17 de marzo de 1968     | Houston, Texas              | Estados Unidos          | Music Hall (2 shows)                                                                      |
| 22 de marzo de 1968     | Tampa, Florida              | Estados Unidos          | Curtis Hixon Hall                                                                         |
| 23 de marzo de 1968     | Fort Lauderdale, Florida    | Estados Unidos          | Code 1                                                                                    |
| 24 de marzo de 1968     | Orlando, Florida            | Estados Unidos          | Orlando Coliseum                                                                          |
| 27 de marzo de 1968     | Montreal, Quebec            | Canadá                  | Montreal Forum                                                                            |
| 29 de marzo de 1968     | Madison, Nueva Jersey       | Estados Unidos          | Baldwin Gymnasium, Drew University                                                        |
| 30 de marzo de 1968     | Westbury, New York          | Estados Unidos          | Westbury Music Fair                                                                       |
| 31 de marzo de 1968     | Washington D. C.            | Estados Unidos          | DAR Constitution Hall                                                                     |
| 4 de abril de 1968      | Nueva York                  | Estados Unidos          | Fillmore East                                                                             |
| 5 de abril de 1968      | Nueva York                  | Estados Unidos          | Fillmore East                                                                             |
| 6 de abril de 1968      | Nueva York                  | Estados Unidos          | Fillmore East                                                                             |
| 7 de abril de 1968      | Toronto                     | Canadá                  | CNE Coliseum                                                                              |
| Reino Unido             |                             |                         |                                                                                           |
| 15 de abril de 1968     | London                      | Inglaterra              | Marquee Club                                                                              |
| 23 de abril de 1968     | London                      | Inglaterra              | Marquee Club                                                                              |
| 27 de abril de 1968     | Montreux                    | Inglaterra              | Golden Rose Festival, Montreux Casino (unconfirmed)                                       |
| 29 de abril de 1968     | Watford                     | Inglaterra              | Top Rank Suite                                                                            |
| 3 de mayo de 1968       | Kingston upon Hull          | Inglaterra              | Hull University                                                                           |
| 4 de mayo de 1968       | Liverpool                   | Inglaterra              | Liverpool University                                                                      |
| 11 de mayo de 1968      | Glasgow                     | Escocia                 | Strathclyde University                                                                    |
| 24 de mayo de 1968      | Islington                   | Inglaterra              | City University London                                                                    |
| 31 de mayo de 1968      | Mánchester                  | Inglaterra              | Manchester University                                                                     |
| 14 de junio de 1968     | Leicester                   | Inglaterra              | Leicester University                                                                      |
| 15 de junio de 1968     | Elephant and Castle         | Inglaterra              | London College of Printing                                                                |
| 21 de junio de 1968     | Durham                      | Inglaterra              | Durham University                                                                         |
| Norteamérica            |                             |                         |                                                                                           |
| 28 de junio de 1968     | Los Ángeles, California     | Estados Unidos          | Shrine Auditorium                                                                         |
| 29 de junio de 1968     | Los Ángeles, California     | Estados Unidos          | Shrine Auditorium                                                                         |
| 8 de julio de 1968      | Sacramento, California      | Estados Unidos          | Memorial Auditorium                                                                       |
| 9 de julio de 1968      | Regina, Saskatchewan        | Canadá                  | Exhibition Hall (unconfirmed)                                                             |
| 10 de julio de 1968     | Calgary, Alberta            | Canadá                  | Stampede Corral (2 shows)                                                                 |
| 11 de julio de 1968     | Saskatoon, Saskatchewan     | Canadá                  | Saskatoon Arena                                                                           |
| 12 de julio de 1968     | Monticello, Indiana         | Estados Unidos          | Indiana Beach Ballroom (2 shows)                                                          |
| 13 de julio de 1968     | Detroit, Míchigan           | Estados Unidos          | Grande Ballroom (2 shows)                                                                 |
| 14 de julio de 1968     | Warrensville Heights, Ohio  | Estados Unidos          | Musicarnival                                                                              |
| 15 de julio de 1968     | Kingston, Ontario           | Canadá                  | Memorial Centre                                                                           |
| 16 de julio de 1968     | Ottawa, Ontario             | Canadá                  | Ottawa Civic Centre                                                                       |
| 17 de julio de 1968     | Montreal, Quebec            | Canadá                  | Autostade                                                                                 |
| 18 de julio de 1968     | Providence, Rhode Island    | Estados Unidos          | Rhode Island Auditorium                                                                   |
| 20 de julio de 1968     | Virginia Beach, Virginia    | Estados Unidos          | Civic Center (2 shows)                                                                    |
| 21 de julio de 1968     | Wallingford, Connecticut    | Estados Unidos          | Oakdale Music Theater                                                                     |
| 23 de julio de 1968     | Richmond, Virginia          | Estados Unidos          | The Mosque (2 shows)                                                                      |
| 24 de julio de 1968     | Philadelphia, Pensilvania   | Estados Unidos          | Philadelphia Music Festival, JFK Stadium (the band's set may have been wiped out by rain) |
| 26 de julio de 1968     | Chalmette, Luisiana         | Estados Unidos          | St. Bernard Civic Auditorium                                                              |
| 27 de julio de 1968     | Orlando, Florida            | Estados Unidos          | Orlando Sports Stadium                                                                    |
| 28 de julio de 1968     | Miami, Florida              | Estados Unidos          | Miami Marine Stadium                                                                      |
| 29 de julio de 1968     | Ellenville, Nueva York      | Estados Unidos          | Tamarack Lodge                                                                            |
| 31 de julio de 1968     | Algonquin, Illinois         | Estados Unidos          | New Place                                                                                 |
| 1 de agosto de 1968     | Chicago, Illinois           | Estados Unidos          | Electric Theater                                                                          |
| 2 de agosto de 1968     | Nueva York City             | Estados Unidos          | Singer Bowl                                                                               |
| 3 de agosto de 1968     | Lake Geneva, Wisconsin      | Estados Unidos          | Majestic Hills Theater                                                                    |
| 4 de agosto de 1968     | North Tonawanda, Nueva York | Estados Unidos          | Melody Fair, Wurlitzer Park                                                               |
| 5 de agosto de 1968     | Chicago, Illinois           | Estados Unidos          | International Amphitheatre                                                                |
| 6 de agosto de 1968     | Boston, Massachusetts       | Estados Unidos          | Music Hall (2 shows)                                                                      |
| 7 de agosto de 1968     | Nueva York                  | Estados Unidos          | Schaefer Music Festival, Wollman Skating Rink – Central Park (2 shows)                    |
| 9 de agosto de 1968     | Springfield, Illinois       | Estados Unidos          | Illinois State Fairgrounds                                                                |
| 10 de agosto de 1968    | St. Charles, Illinois       | Estados Unidos          | Jaguar Club                                                                               |
| 13 de agosto de 1968    | San Francisco, California   | Estados Unidos          | Fillmore West                                                                             |
| 14 de agosto de 1968    | San Francisco, California   | Estados Unidos          | Fillmore West                                                                             |
| 15 de agosto de 1968    | San Francisco, California   | Estados Unidos          | Fillmore West                                                                             |
| 16 de agosto de 1968    | Fresno, California          | Estados Unidos          | Selland Arena                                                                             |
| 17 de agosto de 1968    | Tempe, Arizona              | Estados Unidos          | Tempe Diablo Stadium                                                                      |
| 18 de agosto de 1968    | Colorado Springs, Colorado  | Estados Unidos          | Kelker Junction Concert Hall                                                              |
| 20 de agosto de 1968    | Albuquerque, Nuevo México   | Estados Unidos          | Albuquerque Civic Auditorium                                                              |
| 22 de agosto de 1968    | Kansas City, Misuri         | Estados Unidos          | Municipal Auditorium Music Hall                                                           |
| 23 de agosto de 1968    | Oklahoma City, Oklahoma     | Estados Unidos          | Wedgewood Village Amusement Park                                                          |
| 24 de agosto de 1968    | Oklahoma City, Oklahoma     | Estados Unidos          | Wedgewood Village Amusement Park (2 shows)                                                |
| 27 de agosto de 1968    | San Diego, California       | Estados Unidos          | Community Concourse                                                                       |
| 28 de agosto de 1968    | Santa Mónica (California)   | Estados Unidos          | Santa Monica Civic Auditorium                                                             |
| 29 de agosto de 1968    | Santa Bárbara (California)  | Earl Warren Showgrounds |                                                                                           |
| Reino Unido             |                             |                         |                                                                                           |
| 5 de octubre de 1968    | Londres                     | Inglaterra              | The Roundhouse                                                                            |
| 11 de octubre de 1968   | York                        | Inglaterra              | York University                                                                           |
| 12 de octubre de 1968   | Sheffield                   | Inglaterra              | Sheffield University                                                                      |
| 18 de octubre de 1968   | Londres                     | Inglaterra              | Lyceum                                                                                    |
| 19 de octubre de 1968   | Dunstable                   | Inglaterra              | California Ballroom                                                                       |
| 25 de octubre de 1968   | Leicester                   | Inglaterra              | Granby Halls                                                                              |
| 30 de octubre de 1968   | Twickenham                  | Inglaterra              | Eel Pie Island                                                                            |
| 8 de noviembre de 1968  | Walthamstow                 | Inglaterra              | Granada Cinema (2 shows)                                                                  |
| 9 de noviembre de 1968  | Slough                      | Inglaterra              | Adelphi Cinema (2 shows)                                                                  |
| 10 de noviembre de 1968 | Bristol                     | Inglaterra              | Colston Hall (2 shows)                                                                    |
| 12 de noviembre de 1968 | Nottingham                  | Inglaterra              | Sherwood Rooms                                                                            |
| 15 de noviembre de 1968 | Londres                     | Inglaterra              | The Roundhouse (2 shows)                                                                  |
| 16 de noviembre de 1968 | Londres                     | Inglaterra              | The Roundhouse (2 shows)                                                                  |
| 17 de noviembre de 1968 | Birmingham                  | Inglaterra              | Birmingham Theatre (2 shows)                                                              |
| 18 de noviembre de 1968 | Newcastle upon Tyne         | Inglaterra              | Newcastle City Hall (2 shows)                                                             |
| 19 de noviembre de 1968 | Paisley                     | Escocia                 | Paisley Ice Rink                                                                          |
| 20 de noviembre de 1968 | Liverpool                   | Inglaterra              | Liverpool Empire Theatre (2 shows)                                                        |
| 22 de noviembre de 1968 | St Albans                   | Inglaterra              | City Hall                                                                                 |
| 23 de noviembre de 1968 | Devizes                     | Inglaterra              | Corn Exchange                                                                             |
| 26 de noviembre de 1968 | Southampton                 | Inglaterra              | Southampton University                                                                    |
| 30 de noviembre de 1968 | Mánchester                  | Inglaterra              | Manchester University                                                                     |
| 7 de diciembre de 1968  | Bristol                     | Inglaterra              | Bristol University                                                                        |
| 9 de diciembre de 1968  | Bath                        | Inglaterra              | Bath Pavilion                                                                             |
| 12 de diciembre de 1968 | Reading                     | Inglaterra              | Reading University                                                                        |
| 14 de diciembre de 1968 | Brentwood                   | Inglaterra              | Bubbles Club                                                                              |
| 17 de diciembre de 1968 | Londres                     | Inglaterra              | Marquee Club                                                                              |
| 19 de diciembre de 1968 | Worthing                    | Inglaterra              | Pavilion Ballroom                                                                         |
| 21 de diciembre de 1968 | Ramsey                      | Inglaterra              | Gaiety Ballroom                                                                           |